# Choquetanga
Choquetanga ist eine Ortschaft im Departamento La Paz im südamerikanischen Andenstaat Bolivien.

## Lage im Nahraum
Choquetanga ist der zentrale Ort des Kanton Choquetanga im Municipio Quime in der Provinz Inquisivi und liegt auf einer Höhe von 3170 m an der Mündung des Río Yawani in den Río Choquetanga, der flussabwärts in den Río Miguillas mündet, einem rechten Nebenfluss des Río de la Paz.

## Geographie
Choquetanga liegt an den östlichen Hängen der Kordillere Quimsa Cruz, zwischen dem bolivianischen Altiplano im Westen und dem Amazonas-Tiefland im Osten. Die Region weist ein ausgeprägtes Tageszeitenklima auf, bei dem die täglichen Temperaturschwankungen stärker ausfallen als die jahreszeitlichen Schwankungen.
Die mittlere Durchschnittstemperatur der Region liegt bei 10,5 °C (siehe Klimadiagramm Quime), die Monatsdurchschnittstemperaturen schwanken zwischen 7 °C im Juni/Juli und knapp 13 °C im November/Dezember. Der Jahresniederschlag beträgt knapp 600 mm, von Mai bis August herrscht eine Trockenzeit mit Monatsniederschlägen unter 15 mm, in den Monaten Januar und Februar fallen im langjährigen Mittel zwischen 120 und 130 mm Regen.

## Verkehrsnetz
Choquetanga liegt in einer Entfernung von 292 Straßenkilometern südöstlich von La Paz, der Hauptstadt des gleichnamigen Departamentos.
Von La Paz führt die asphaltierte Nationalstraße Ruta 3 in östlicher Richtung bis Coroico, und von dort die Ruta 25 in südöstlicher Richtung 160 Kilometer bis Inquisivi und weiter nach Cochabamba. In Inquisivi zweigt in südwestlicher Richtung die unbefestigte Ruta 109 ab und erreicht nach 21 Kilometern Quime. Am Westrand von Quime überquert eine Landstraße den Río Kathu und führt auf zahlreichen Serpentinen nach Choquetanga, wobei zweimal Höhen von knapp 4000 m überwunden werden.

## Bevölkerung
Die Einwohnerzahl der Minensiedlung ist in dem Jahrzehnt zwischen den beiden letzten Volkszählungen um mehr als die Hälfte angestiegen:
| Jahr | Einwohner         | Quelle       |
| ---- | ----------------- | ------------ |
| 1992 | keine Detaildaten | Volkszählung |
| 2001 | 471               | Volkszählung |
| 2012 | 747               | Volkszählung |
| 2024 |                   | Volkszählung |

Die Region weist einen hohen Anteil an Aymara-Bevölkerung auf, im Municipio Quime sprechen 70,5 Prozent der Bevölkerung Aymara.